# 王高 (十六国)
王高，五胡十六国后燕魏郡人。
王高家贫徒有四壁。王高在前秦末年饥荒大乱，夫妻白天佣耕，夜里伐草烧砖。王高的父母兄弟有十五人都在饥荒中死去，他饿了就吃藜藿，冷了就穿草衣。